# Municipio de Kidder (Dakota del Sur)
El municipio de Kidder (en inglés: Kidder Township) es un municipio ubicado en el condado de Day en el estado estadounidense de Dakota del Sur. En el año 2010 tenía una población de 79 habitantes y una densidad poblacional de 0,85 personas por km².

## Geografía
El municipio de Kidder se encuentra ubicado en las coordenadas 45°23′3″N 97°39′50″O / 45.38417, -97.66389. Según la Oficina del Censo de los Estados Unidos, el municipio tiene una superficie total de 93 km², de la cual 90,28 km² corresponden a tierra firme y (2,92 %) 2,72 km² es agua.

## Demografía
Según el censo de 2010, había 79 personas residiendo en el municipio de Kidder. La densidad de población era de 0,85 hab./km². De los 79 habitantes, el municipio de Kidder estaba compuesto por el 100 % blancos. Del total de la población el 2,53 % eran hispanos o latinos de cualquier raza.